# Sarah Ferguson
Sarah, duchessa di York, nata Sarah Margaret Ferguson e anche conosciuta con il soprannome Fergie (Londra, 15 ottobre 1959), è la ex moglie di Andrea, duca di York, terzogenito della regina Elisabetta II e del principe Filippo, nonché ex cognata della principessa Diana e di re Carlo III.
È stata membro ufficiale della famiglia reale britannica dal 1986 al 1996, avendo sposato Andrea il 23 luglio 1986 nell'Abbazia di Westminster, divenendo duchessa di York. Si separò dal marito nel gennaio 1992 e divorziò nel maggio 1996. Mantiene il privilegio del titolo ducale ma senza il trattamento di Altezza Reale, rimanendo quindi un membro minore della famiglia reale. È anche conosciuta come l'autrice dei libri per bambini Budgie the Little Helicopter, che sono stati adattati con successo in una serie animata per la televisione britannica.

## Biografia
Sarah Margaret Ferguson è la secondogenita del maggiore Ronald Ferguson e della sua prima moglie, Susan Mary Wright. La sorella maggiore di Sarah è Jane Ferguson Luedecke, una PR che ora vive in Australia. Dopo il divorzio della coppia nel 1974, la madre di Sarah sposò il giocatore di polo Hector Barrantes e si trasferì a Trenque Lauquen, nella pampa argentina. Sarah rimase con il padre nella fattoria di famiglia a Dummer, nell'Hampshire. Il maggiore Ferguson in seguito si risposò ed ebbe altri tre figli.
Sarah frequentò la Daneshill School, la Stratfield Turgis e infine la Hurst Lodge School, ad Ascot. All'età di 18 anni, dopo aver terminato un corso da segretaria, Sarah trovò lavoro in una società di pubbliche relazioni di Londra. In seguito lavorò in una galleria d'arte e infine in una rinomata compagnia pubblicitaria.

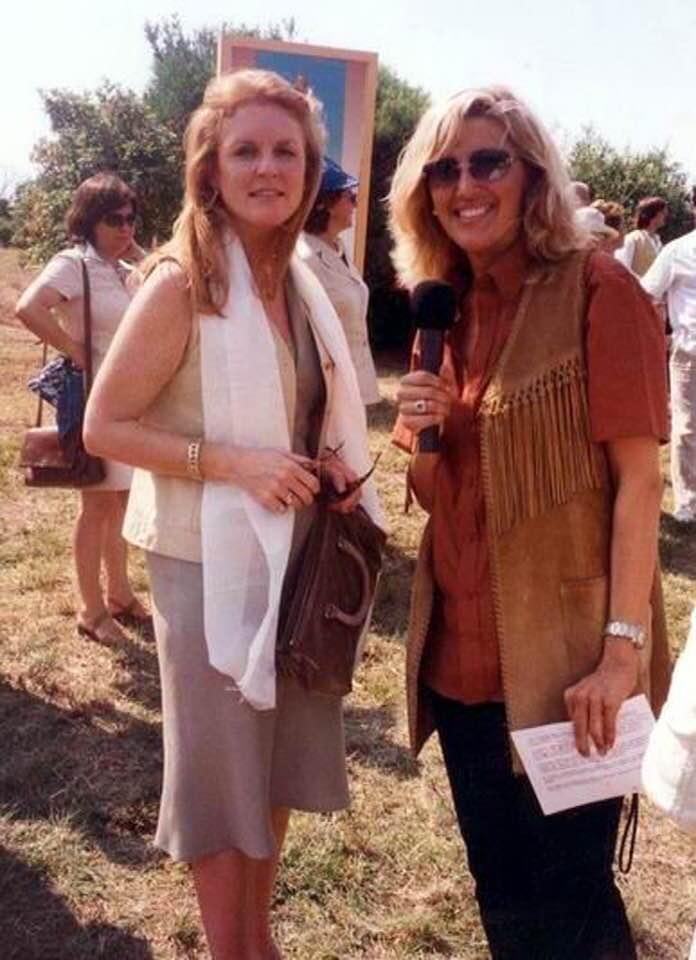
Sarah intervistata nel 2000 dalla giornalista Manuela Guarneri

## Matrimonio con il principe Andrea

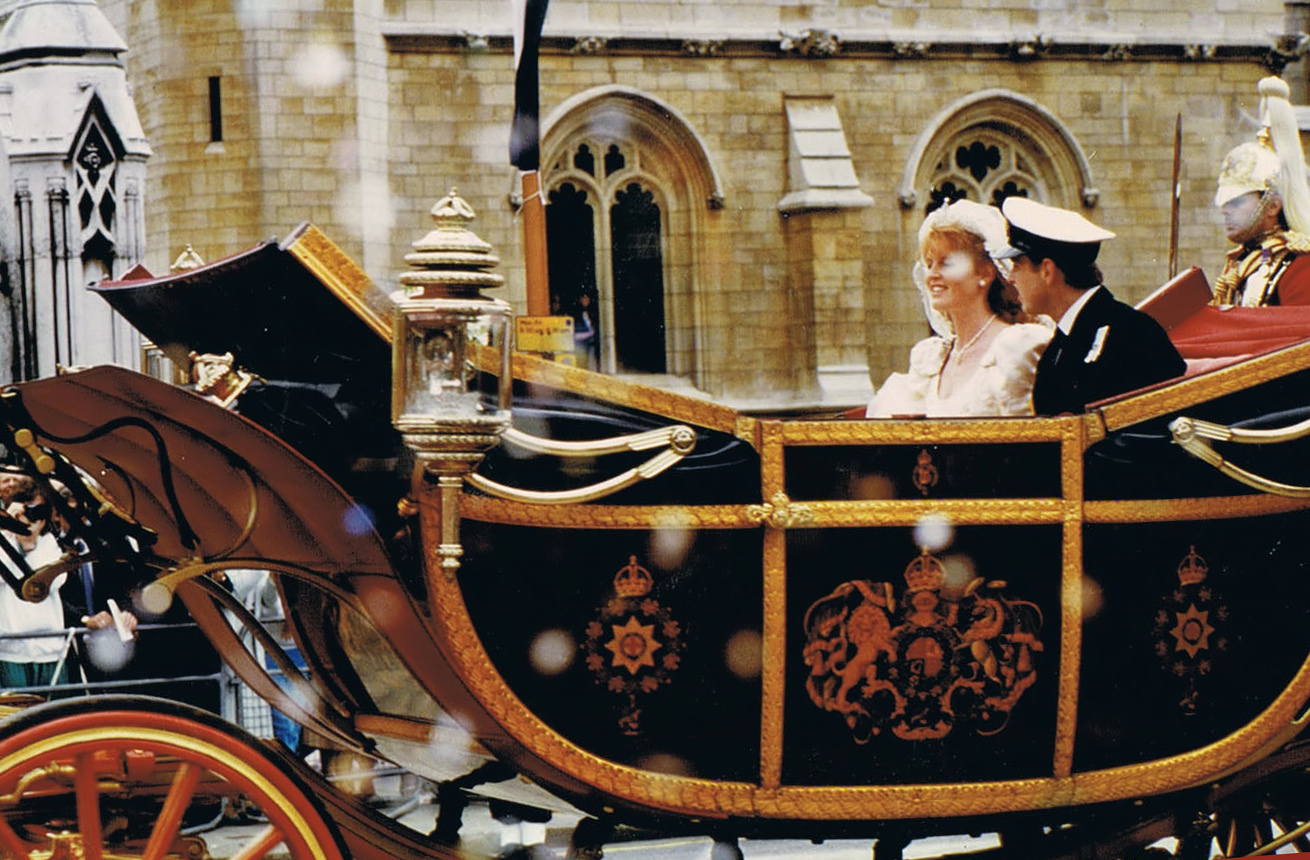
Il duca e la duchessa di York il giorno delle nozze.

stemma di Andrea e Sarah come duca e duchessa di York

Il 17 marzo 1986, Buckingham Palace annunciò il fidanzamento del principe Andrea, terzogenito della regina Elisabetta e quarto in linea di successione al trono, con Sarah Ferguson. Il principe Andrea conosceva Sarah sin dall'infanzia, e i due si erano visti occasionalmente durante alcune partite di polo, incominciando a frequentarsi dopo un ulteriore incontro ad Ascot nel gennaio del 1986. L'anello di fidanzamento di Sarah, composto da dieci diamanti attorno a un grosso rubino birmano, venne scelto dal principe in omaggio ai capelli rosso fuoco di lei.
Dopo aver ottenuto il permesso della regina (come richiesto dal Royal Marriages Act 1772), Andrea e Sarah si sposarono nell'abbazia di Westminster il 23 luglio 1986. Sarah indossava un abito in satin bianco disegnato dalla stilista Lindka Cierach, con ricami interamente realizzati a mano e uno strascico di 5 metri, sul quale spiccavano le iniziali intrecciate degli sposi. Durante la cerimonia, Sarah ebbe un momento di panico nel pronunciare i nomi del marito, Andrew Albert Christian Edward, ed espresse, al contrario della principessa di Galles, voto di obbedienza al marito. La coppia, dopo una festa al Claridge's Hotel, partì per la luna di miele, che trascorse nell'arcipelago delle Azzorre.
Prima della cerimonia, Andrea ottenne dalla madre il titolo di duca di York e Sarah, in quanto consorte, assunse automaticamente sia il titolo ducale sia quello reale, diventando Sua Altezza Reale la duchessa di York. Con il matrimonio, ha inoltre raggiunto il rango di principessa del Regno Unito.

### Figli
L'8 agosto 1988, nel Portland Hospital di Londra, Sarah diede alla luce la primogenita, Beatrice Elizabeth Mary. Una secondogenita, Eugenia Victoria Helena, nacque il 23 marzo 1990.

## Problemi e separazione

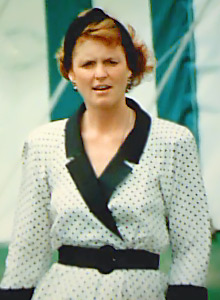
La duchessa al Royal Welsh Show nel 1989

Nel 1991 il matrimonio entra irrimediabilmente in crisi e la coppia si allontana. Ma già da tempo i due avevano incominciato ad avere problemi: Andrea, ufficiale di marina con un passato da elicotterista per la Royal Navy, trascorreva poco tempo a casa con la moglie e Sarah, sola e senza un suo appoggio tangibile, era costantemente presa di mira dalla stampa scandalistica, che la ridicolizzava per il suo peso e il suo scarso guardaroba, spesso paragonando la sua mancanza di stile con il gusto raffinato di Diana. Sarah rispondeva ai suoi problemi con frequenti viaggi all'estero e, mentre il marito era via per doveri militari o reali, la duchessa era spesso vista in compagnia di altri uomini, in particolare del multimilionario texano Steve Wyatt.
Andrea e Sarah annunciarono la loro separazione il 19 marzo 1992, precedendo di pochi mesi quella tra Carlo e Lady Diana.

## Divorzio
Nell'agosto del 1992, il tabloid britannico Daily Mirror pubblicò in prima pagina degli scatti clandestini della duchessa che prendeva il sole in topless, seduta al fianco di John Bryan, un finanziere americano. Lo scandalo, data la promiscuità delle fotografie, che ritraevano Sarah in atteggiamenti intimi con l'uomo, minarono definitivamente il suo rapporto già incrinato con la famiglia reale. Dopo quattro anni di separazione, nel maggio 1996 il duca e la duchessa di York annunciarono la loro scelta di divorziare.
In seguito al divorzio, ufficializzato il 30 maggio 1996, e alla redazione delle lettere patenti, che regolano i titoli reali in caso di annullamento del matrimonio, Sarah perse il trattamento di Altezza Reale e i titoli del marito, e assunse il nome attuale, Sarah, Duchessa di York, insieme con le onorificenze spettanti a un membro della famiglia reale britannica. In quanto tale, Sarah partecipa ancora ad alcune cerimonie ufficiali assieme alle figlie, in particolare a quelle riguardanti il duca di York.

## Vita privata
Dopo il divorzio, alcuni tabloid britannici divennero ancora più critici nei confronti della stravaganza e del tenore di vita di Sarah. La duchessa ha affermato di aver rifiutato un cospicuo accordo di divorzio al fine di restare in buoni rapporti con la famiglia reale: il suo appannaggio, pagato dalla regina, include 350.000 £ in contanti e 500.000 £ per l'acquisto di una casa, entrambi senza restrizioni. Inoltre Sarah non è stata costretta a firmare accordi di riservatezza come clausola di divorzio, il che le ha permesso di trarre profitto dalla sua vita all'interno della famiglia reale: ha infatti ricevuto oltre 2 milioni di sterline per scrivere la sua prima autobiografia. Dal 1997 al 2008, Sarah è stata portavoce per la Weight Watchers International e i suoi prodotti dimagranti.
Fino al 2004, Sarah condivideva con l'ex marito la casa di famiglia, Sunninghill Park nel Berkshire. Lo stesso anno, infatti, il duca si è trasferito nella restaurata Royal Lodge, in precedenza dimora di sua nonna, la Regina Madre, che vi risiedette fino alla sua morte nel 2002. Nel 2007, la duchessa ha affittato Dolphin House, diventando così vicina del suo ex-marito. Nel 2008, tuttavia, un incendio scoppiato a Dolphin House ha costretto Sarah a sgomberare i locali e a trasferirsi nella Royal Lodge con il duca di York.

### Problemi finanziari e giudiziari
Nel 2010 ha dato adito a uno scandalo quando si è fatta pagare da un giornalista che voleva entrare nelle grazie dell'ex marito Andrea. Secondo voci indiscrete, la duchessa avrebbe debiti per circa 6 milioni di euro. Tale notizia ha messo a rischio l'immagine della famiglia reale nei confronti della nazione e la regina Elisabetta II ne ha dovuto discutere con il Primo Ministro. A causa di questo e di altri scandali, la duchessa è stata considerata dalla famiglia reale persona non gradita a corte, e quindi bandita. Per questo motivo non è stata invitata alle nozze del principe William, tenutesi il 29 aprile 2011 a Londra. È stata riammessa a corte nel 2018.
In seguito a un documentario girato in orfanotrofi turchi nel 2008, la Turchia ha chiesto l'estradizione della Duchessa di York per processarla per appropriazione illegale di filmati e violazione della privacy di cinque bambini ripresi. La richiesta è stata respinta dal Regno Unito il 13 gennaio 2012.

## Onorificenze

Il monogramma personale di Sarah, duchessa di York.

## Albero genealogico
|                                   |                          |                                             | Genitori                                            |  |  | Nonni |  |  | Bisnonni          |  |  | Trisnonni                |  |
|                                   |                          |                                             |                                                     |  |  |       |  |  | Algernon Ferguson |  |  | John Stephenson Ferguson |  |
|                                   |                          |                                             |                                                     |  |  |       |  |  | Algernon Ferguson |  |  | John Stephenson Ferguson |  |
|                                   |                          | Sophia Jane Holford                         |                                                     |  |  |       |  |  | Algernon Ferguson |  |  |                          |  |
| Andrew Ferguson                   |                          |                                             |                                                     |  |  |       |  |  | Algernon Ferguson |  |  |                          |  |
|                                   |                          | Hon. Margaret Brand                         | Henry Brand, II visconte Hampden                    |  |  |       |  |  |                   |  |  |                          |  |
|                                   |                          | Hon. Margaret Brand                         | Henry Brand, II visconte Hampden                    |  |  |       |  |  |                   |  |  |                          |  |
|                                   |                          | Hon. Margaret Brand                         | Lady Susan Henrietta Cavendish                      |  |  |       |  |  |                   |  |  |                          |  |
| Ronald Ivor Ferguson              |                          | Hon. Margaret Brand                         |                                                     |  |  |       |  |  |                   |  |  |                          |  |
|                                   |                          | Lord Andrew Montagu Douglas Scott           | William Montagu Douglas Scott, VI duca di Buccleuch |  |  |       |  |  |                   |  |  |                          |  |
|                                   |                          | Lord Andrew Montagu Douglas Scott           | William Montagu Douglas Scott, VI duca di Buccleuch |  |  |       |  |  |                   |  |  |                          |  |
|                                   |                          | Lord Andrew Montagu Douglas Scott           | Lady Louisa Hamilton                                |  |  |       |  |  |                   |  |  |                          |  |
| Lady Marian Montagu Douglas Scott |                          | Lord Andrew Montagu Douglas Scott           |                                                     |  |  |       |  |  |                   |  |  |                          |  |
|                                   |                          | Marie Josephine Agnes Edwards               | James Andrew Edwards                                |  |  |       |  |  |                   |  |  |                          |  |
|                                   |                          | Marie Josephine Agnes Edwards               | James Andrew Edwards                                |  |  |       |  |  |                   |  |  |                          |  |
|                                   |                          | Marie Josephine Agnes Edwards               | Kate Marion Agnes MacNamara                         |  |  |       |  |  |                   |  |  |                          |  |
| Sarah Margaret Ferguson           |                          | Marie Josephine Agnes Edwards               |                                                     |  |  |       |  |  |                   |  |  |                          |  |
|                                   | Henry FitzHerbert Wright | FitzHerbert Wright                          |                                                     |  |  |       |  |  |                   |  |  |                          |  |
|                                   | Henry FitzHerbert Wright | FitzHerbert Wright                          |                                                     |  |  |       |  |  |                   |  |  |                          |  |
|                                   | Henry FitzHerbert Wright | Louise Charlotte Rudolphine von Beckmann    |                                                     |  |  |       |  |  |                   |  |  |                          |  |
| FitzHerbert Wright                | Henry FitzHerbert Wright |                                             |                                                     |  |  |       |  |  |                   |  |  |                          |  |
|                                   |                          | Muriel Fletcher                             | Henry Charles Fletcher                              |  |  |       |  |  |                   |  |  |                          |  |
|                                   |                          | Muriel Fletcher                             | Henry Charles Fletcher                              |  |  |       |  |  |                   |  |  |                          |  |
|                                   |                          | Muriel Fletcher                             | Lady Harriet Marsham                                |  |  |       |  |  |                   |  |  |                          |  |
| Susan Wright                      |                          | Muriel Fletcher                             |                                                     |  |  |       |  |  |                   |  |  |                          |  |
|                                   |                          | Mervyn Wingfield, VIII Visconte Powerscourt | Mervyn Wingfield, VII Visconte Powerscourt          |  |  |       |  |  |                   |  |  |                          |  |
|                                   |                          | Mervyn Wingfield, VIII Visconte Powerscourt | Mervyn Wingfield, VII Visconte Powerscourt          |  |  |       |  |  |                   |  |  |                          |  |
|                                   |                          | Mervyn Wingfield, VIII Visconte Powerscourt | Lady Julia Coke                                     |  |  |       |  |  |                   |  |  |                          |  |
| Hon. Doreen Wingfield             |                          | Mervyn Wingfield, VIII Visconte Powerscourt |                                                     |  |  |       |  |  |                   |  |  |                          |  |
|                                   |                          | Sybil Pleydell-Bouverie                     | Walter Pleydell-Bouverie                            |  |  |       |  |  |                   |  |  |                          |  |
|                                   |                          | Sybil Pleydell-Bouverie                     | Walter Pleydell-Bouverie                            |  |  |       |  |  |                   |  |  |                          |  |
|                                   |                          | Sybil Pleydell-Bouverie                     | Mary Bridgeman-Simpson                              |  |  |       |  |  |                   |  |  |                          |  |
|                                   |                          | Sybil Pleydell-Bouverie                     |                                                     |  |  |       |  |  |                   |  |  |                          |  |